# Arroyo Caraballo
El arroyo Caraballo es un pequeño curso de agua de la cuenca hidrográfica del río Uruguay, ubicado en la provincia Entre Ríos de Argentina. 
Nace al sur de la localidad de Colonia Hocker, departamento de Colón y se dirige con rumbo este hasta desembocar en el río Uruguay cerca del paraje conocido como Colonia Mabragaña. Lo atraviesa la Ruta Nacional 14.
- Datos: Q5705549